# Mistrzostwa Europy w Piłce Nożnej 1968
Mistrzostwa Europy w Piłce Nożnej 1968 – 3. edycja piłkarskich mistrzostw Europy męskich reprezentacji krajowych. Turniej finałowy odbył się we Włoszech w dniach 5–10 czerwca 1968.

## Stadiony
|                   | Stadio Olimpico   | RzymNeapolFlorencja |
| Stadio Olimpico   |                   | RzymNeapolFlorencja |
| Rzym              |                   | RzymNeapolFlorencja |
| Pojemność: 86 500 |                   | RzymNeapolFlorencja |
| Stadio San Paolo  | Stadio Comunale   | RzymNeapolFlorencja |
| Stadio San Paolo  | Stadio Comunale   | RzymNeapolFlorencja |
| Neapol            | Florencja         | RzymNeapolFlorencja |
| Pojemność: 72 800 | Pojemność: 47 000 | RzymNeapolFlorencja |

## Drużyny zakwalifikowane do turnieju finałowego
| Drużyna    | Grupa kwalifikacyjna   | Data kwalifikacji | Liczba występów | Najlepszy wynik       |
| ---------- | ---------------------- | ----------------- | --------------- | --------------------- |
| Włochy     | zwycięzca ćwierćfinału | 20 kwietnia 1968  | debiutant       | debiutant             |
| Anglia     | zwycięzca ćwierćfinału | 8 maja 1968       | debiutant       | debiutant             |
| ZSRR       | zwycięzca ćwierćfinału | 11 maja 1968      | 2 (1960, 1964)  | Mistrzostwo (1960)    |
| Jugosławia | zwycięzca ćwierćfinału | 14 maja 1968      | 1 (1960)        | Drugie miejsce (1960) |

Źródło:

## Turniej finałowy
Źródło:

### Drabinka
|  |                       |                    |            |                                          |       |        |        |       |
|  | Półfinały             | Półfinały          | Półfinały  |                                          |       | Finał  | Finał  | Finał |
|  | Półfinały             | Półfinały          | Półfinały  |                                          |       | Finał  | Finał  | Finał |
|  | 5 czerwca - Florencja |                    |            |                                          |       |        |        |       |
|  |                       |                    |            |                                          |       |        |        |       |
|  | Jugosławia            | Jugosławia         | 1          |                                          |       |        |        |       |
|  | Jugosławia            | Jugosławia         | 1          | 8 czerwca (powtórzony 10 czerwca) – Rzym |       |        |        |       |
|  | Anglia                | Anglia             | 0          |                                          |       |        |        |       |
|  | Anglia                | Anglia             | 0          |                                          |       | Włochy | Włochy | 1 (2) |
|  | 5 czerwca – Neapol    |                    |            |                                          |       | Włochy | Włochy | 1 (2) |
|  |                       |                    | Jugosławia | Jugosławia                               | 1 (0) |        |        |       |
|  | Włochy (losowanie)    | Włochy (losowanie) | Jugosławia | Jugosławia                               | 1 (0) | 0      |        |       |
|  | Włochy (losowanie)    | Włochy (losowanie) |            |                                          |       |        |        |       |
|  | ZSRR                  | ZSRR               | 0          |                                          |       |        |        |       |
|  | ZSRR                  | ZSRR               | 0          | Mecz o 3. miejsce                        |       |        |        |       |
|  |                       |                    |            |                                          |       |        |        |       |
|  | 8 czerwca – Rzym      |                    |            |                                          |       |        |        |       |
|  |                       |                    |            |                                          |       |        |        |       |
|  | Anglia                | Anglia             | 2          |                                          |       |        |        |       |
|  | Anglia                | Anglia             | 2          |                                          |       |        |        |       |
|  | ZSRR                  | ZSRR               | 0          |                                          |       |        |        |       |
|  | ZSRR                  | ZSRR               | 0          |                                          |       |        |        |       |

W nawiasach podany wynik meczu dodatkowego.

### Półfinały
5 czerwca 1968
| Jugosławia | 1 – 0 (0-0) | Anglia | 21:15 czasu CET – Stadio Comunale, Florencja Sędzia: José Maria Ortiz de Mendibil (Hiszpania) Widzów: 21 800 |
| Džajić 86' |             |        | 21:15 czasu CET – Stadio Comunale, Florencja Sędzia: José Maria Ortiz de Mendibil (Hiszpania) Widzów: 21 800 |
|            |             |        | 21:15 czasu CET – Stadio Comunale, Florencja Sędzia: José Maria Ortiz de Mendibil (Hiszpania) Widzów: 21 800 |

| Włochy | 0 – 0 | ZSRR | 18:00 czasu CET – Stadio San Paolo, Neapol Sędzia: Kurt Tschenscher (RFN) Widzów: 68 600 |
|        |       |      | 18:00 czasu CET – Stadio San Paolo, Neapol Sędzia: Kurt Tschenscher (RFN) Widzów: 68 600 |

Włochy zostały zwycięzcą tego meczu, ustalonym w wyniku losowania

### Mecz o 3. miejsce
8 czerwca 1968
| Anglia       | 2 – 0 (1-0) | ZSRR | 15:00 czasu CET – Stadio Olimpico, Rzym Sędzia: István Zsolt (Węgry) Widzów: 68 800 |
| Charlton 40' |             |      | 15:00 czasu CET – Stadio Olimpico, Rzym Sędzia: István Zsolt (Węgry) Widzów: 68 800 |
| Hurst 63'    |             |      | 15:00 czasu CET – Stadio Olimpico, Rzym Sędzia: István Zsolt (Węgry) Widzów: 68 800 |
|              |             |      |                                                                                     |

### Finał
8 czerwca 1968
| Włochy                               | 1 – 1 (0-1) | Jugosławia | 22:15 czasu CET – Stadio Olimpico, Rzym Sędzia: Gottfried Dienst (Szwajcaria) |
| Domenghini 80'                       |             | Džajić 39' | 22:15 czasu CET – Stadio Olimpico, Rzym Sędzia: Gottfried Dienst (Szwajcaria) |
| UWAGA: Dogrywka nie zmieniła wyniku. |             |            | 22:15 czasu CET – Stadio Olimpico, Rzym Sędzia: Gottfried Dienst (Szwajcaria) |
|                                      |             |            |                                                                               |

Jako, że pierwszy mecz nie rozstrzygnął kwestii mistrza Europy, 2 dni później rozegrano drugi mecz:
10 czerwca 1968
| Włochy       | 2 – 0 (2-0) | Jugosławia | 22:15 czasu CET – Stadio Olimpico, Rzym Sędzia: José Maria Ortiz de Mendibil (Hiszpania) Widzów: 32 900 |
| Riva 11'     |             |            | 22:15 czasu CET – Stadio Olimpico, Rzym Sędzia: José Maria Ortiz de Mendibil (Hiszpania) Widzów: 32 900 |
| Anastasi 33' |             |            | 22:15 czasu CET – Stadio Olimpico, Rzym Sędzia: José Maria Ortiz de Mendibil (Hiszpania) Widzów: 32 900 |
|              |             |            | |

## Statystyka turnieju

### Strzelcy goli
2 gole
- Dragan Džajić

1 gol
- Luigi Riva
- Pietro Anastasi
- Angelo Domenghini
- Geoff Hurst
- Bobby Charlton